# Ubon Ratchathani Sports School Stadium
Das Ubon Ratchathani Sports School Stadium (Thai สนาม รร.กีฬาอุบลราชธานี หรือ สนามสุนีย์สเตเดี้ยม), auch Sunee Stadium genannt, ist ein Mehrzweckstadion in Ubon Ratchathani in der Provinz Ubon Ratchathani, Thailand. Es wird derzeit hauptsächlich für Fußballspiele genutzt und ist das Heimstadion vom thailändischen Drittligisten Ubon Ratchathani Football Club. Das Stadion hat eine Kapazität von 2000 Personen. Eigentümer und Betreiber des Stadions ist die Ubon Rachathani Sports School.

## Nutzer des Stadions
| Verein              | Zeitraum der Nutzung |
| ------------------- | -------------------- |
| Ubon Ratchathani FC | 2010                 |
| Ubon Ratchathani FC | 2012 bis 2016        |
| Ubon Ratchathani FC | 2017 bis heute       |